# Batalion Saperów Lekkiej Dywizji Zmechanizowanej
Batalion Saperów Lekkiej Dywizji Zmechanizowanej – oddział saperów Wojska Polskiego we Francji.

## Historia batalionu
W  pierwszych dniach czerwca 1940 roku został zorganizowany batalion saperów dla nowo powstającej Lekkiej Dywizji Zmechanizowanej. Trzon batalionu tworzyli oficerowie, podoficerowie i saperzy byłego baonu saperów nr 90. Brakujące stany osobowe uzupełniono żołnierzami wcielonymi z emigracji. 
Pierwsza kompania weszła w skład 10 Brygady Kawalerii Pancernej i wzięła udział w końcowej fazie walk we  Francji.
Druga kompania była w trakcie organizacji, kiedy nadszedł rozkaz o ewakuacji do Anglii. Również w stanie organizacji była kompania specjalna saperów, przeznaczona dla Brygady Strzelców Karpackich w Syrii.
Zgrupowanie saperów w składzie kompanii szkolnej Kursu Szkoły Podchorążych i trzech kompanii opuściło w połowie czerwca miejsce postoju, kierując się najpierw pieszo, a potem część pociągiem, do portu Saint-Jean-de-Luz. Saperzy zostali załadowani na  statek „Stefan Batory“ i przewiezieni do portu Plymouth w Anglii. 24 czerwca 1940 roku oddziały zostały przewiezione pociągiem do Szkocji, do miejscowości Crawford. Był to obóz przejściowy, z którego, po wstępnym zorganizowaniu, oddziały przechodziły do różnych miejscowości dla obrony wybrzeża Szkocji. 30 czerwca 1940 roku kompania specjalna saperów kapitana Proźwickiego została włączona w skład 2 kompanii 1 Batalionu Saperów.
2 kompania saperów została przemianowana na 2 Samodzielną Kompanię Saperów i po krótkim pobycie w Crawford została skierowana do Douglas, a następnie do Carnousti, do 2 Brygady Strzelców, pracując przy umacnianiu wybrzeża. 
Na podstawie rozkazu L.dz. 798/Tjn./O.I.Og.Org./40 Naczelnego Wodza i Ministra Spraw Wojskowych z 13 listopada 1940 roku 2 Samodzielna Kompania Saperów została przemianowana na 10 Samodzielną Kompanię Saperów.

## Organizacja batalionu
- 1 kompania saperów
- 2 kompania saperów
- kompania specjalna saperów

## Obsada batalionu
- mjr Jan Dorantt - dowódca 2 samodzielnej kompanii saperów
- kpt Wiktor Pogorzelski - dowódca pierwszej i drugiej  kompanii,  dowódca 2 samodzielnej kompanii saperów
- kpt inż. Wiktor Neklaws - dowódca pierwszej  kompanii
- kpt. Michał Proźwicki -  dowódca kompanii specjalnej[2]